# John W. King
John William King, född 10 oktober 1916 i Manchester i New Hampshire, död 9 augusti 1996 i Manchester i New Hampshire, var en amerikansk demokratisk politiker. Han var New Hampshires guvernör 1963–1969.
King efterträdde 1963 Wesley Powell som guvernör och efterträddes 1969 av Walter R. Peterson.
King avled 1996 och gravsattes på New St. Joseph's Cemetery i Bedford i New Hampshire.